# 罂粟科
罂粟科（學名：Papaveraceae）植物广泛分布在全世界温带和亚热带地区，大部分种类是草本，也有少数是灌木或小乔木，整个植株都有导管系统，分泌白色、黄色或红色的汁液。单叶互生或对生，无托叶，常分裂。花两性，虫媒，有少数种是风媒花，单生，有萼片和花冠分离，只有其中的博落回属没有花瓣，花多大而鲜艳，无香味。

蓟罂粟 (Argemone mexicana)

花瓣4-6或8-12，雄蕊分离有16-60个，分为两轮；雌蕊符合，心皮有2-100个合成一室；子房上位，蒴果，成熟后裂开放出种子，种子很小，胚乳油质。

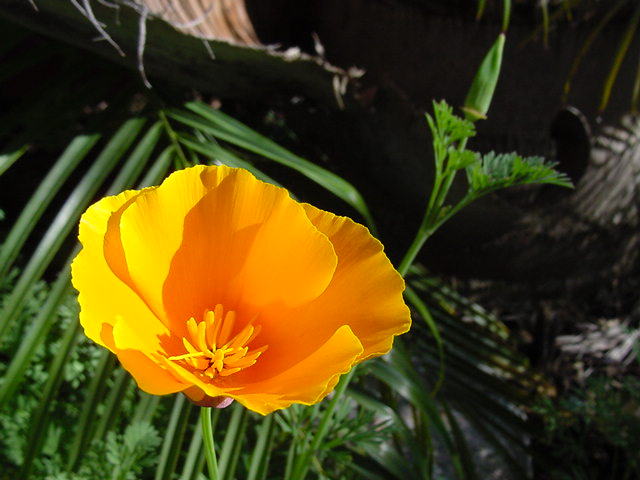
花菱草 (Eschscholzia californica)

本科植物几乎都含有生物碱，许多种类有毒，如误食金杯罂粟可导致水肿或青光眼，动物例如山羊吃了它，乳汁也会含有毒素。

## 分类
1981年的克朗奎斯特分类法单独设立罂粟目，2003年的APG II 分类法将罂粟科分入毛茛目，并建议可以和荷包牡丹科以及蕨叶草科合并，如果不包括上述两科，罂粟科有26属大约250种。中国有11属55种，臺灣有2屬8種。

### 属

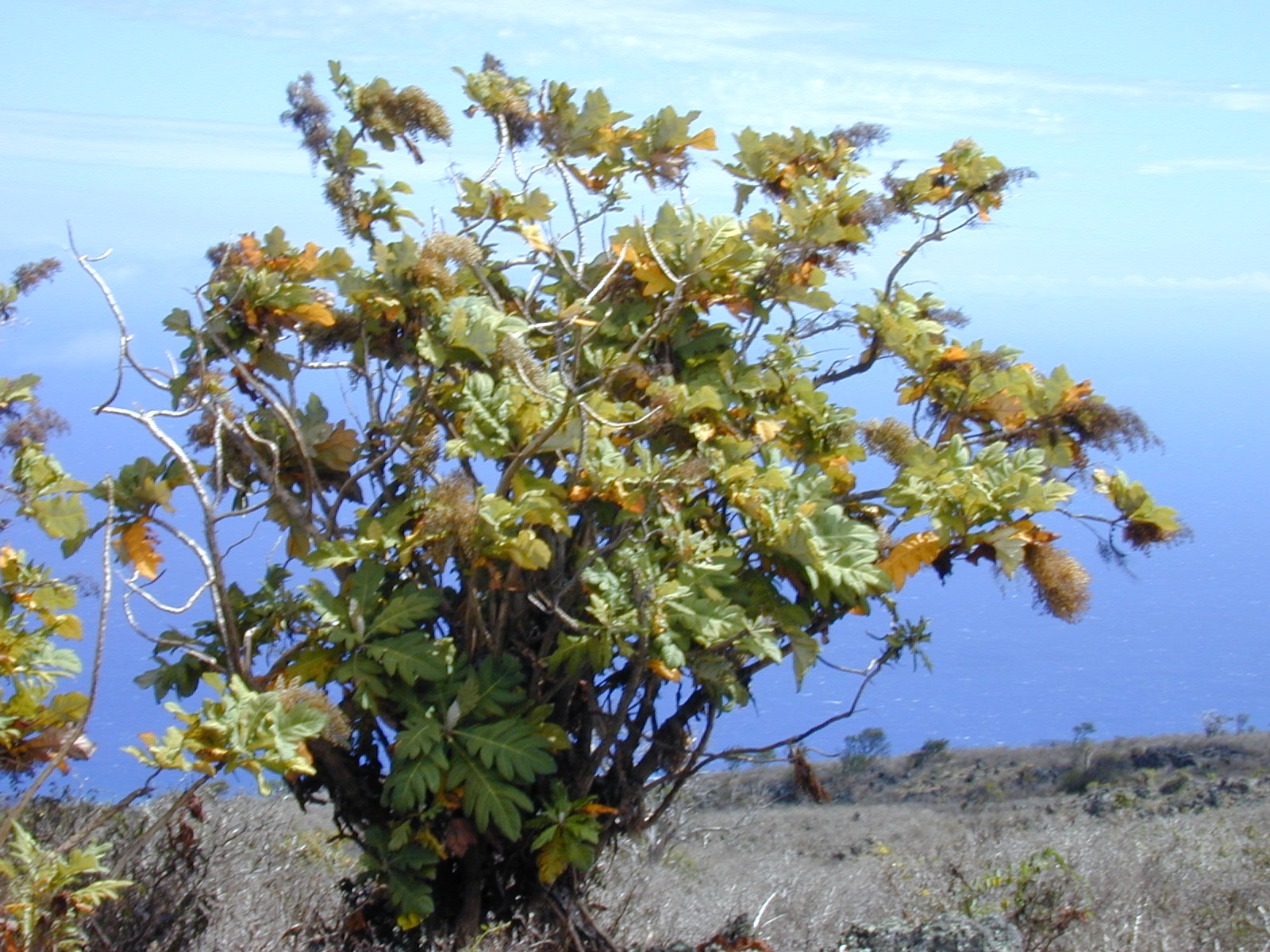
肖博落回 (Bocconia frutescens)

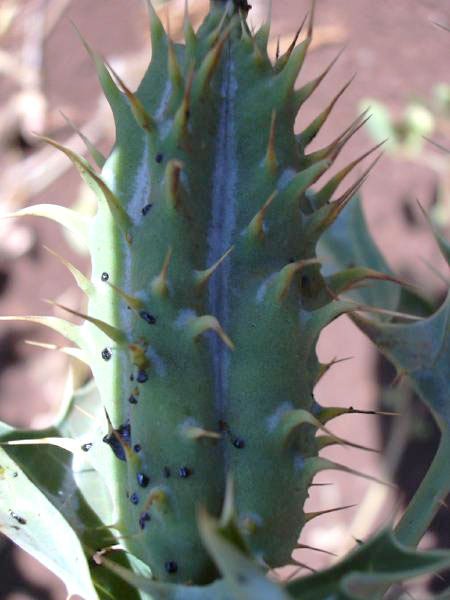
蓟罂粟 (Argemone mexicana)果实

- 熊罂粟属 Arctomecon Torr. & Frém., 1845
- 蓟罂粟属 Argemone
- 肖博落回属 Bocconia
- 矮罂粟属 Canbya Parry ex A. Gray, 1877
- 白屈菜属 Chelidonium
- 木罂粟属 Dendromecon
- 秃疮花属 Dicranostigma
- 血水草属 Eomecon
- 花菱草属 Eschscholzia
- 海罂粟属 Glaucium
- 金杯罂粟属 Hunnemannia
- 荷青花属 Hylomecon
- 博落回属 Macleaya
- Meconella
- 绿绒篙属 Meconopsis
- 罂粟属 Papaver
- 宽丝罂粟属 Platystemon
- Platystigma R. Br. ex Benth.,1880
- 疆罂粟属 Roemeria
- 大罂粟属Romneya
- 血根草属 Sanguinaria
- 风罂粟属Stylomecon
- 金罂粟属 Stylophorum

## 应用
本科植物由于花色鲜艳，被广泛种植作为观赏植物，稱為罌粟花，如花菱草(Eschscholtzia californica)、虞美人(Papaver rhoeas)等，其中也有许多种类的种子可以作为去烹饪和烘烤面包的添加剂；但罂粟(Papaver somniferum)是制取鸦片毒品的主要来源，成为扫毒摧毁的主要目标。